# Killer Pad
Killer Pad ist eine US-amerikanische Horrorkomödie des Regisseurs Robert Englund aus dem Jahr 2008 mit Daniel Franzese, Eric Jungmann und Shane McRae in den Hauptrollen. Der Vertrieb lag bei Grindstone Entertainment Group, später Mandate Pictures.
Drei Freunde erwerben ein Haus in den Hollywood Hills und glauben einen Glücksgriff getan zu haben. Aber ihr Traumplatz mit sexy Frauen erweist sich auch als Eingang zur Hölle.

## Handlung
Die Freunde Doug, Craig und Brody sind von zu Hause ausgezogen und reisen nach Los Angeles, um dort ein Haus zu kaufen, wodurch sie auch auf Frauen Eindruck machen wollen. Als sie ihr „Traumhaus“ gefunden haben, genießen sie erst einmal den Luxus und ihre neue Freiheit in vollen Zügen. Doch schon bald entdecken sie erste Merkwürdigkeiten: Im Keller finden sich verschiedene Tierknochen und im Boden ein seltsames Loch, aus dem Wärme heraufsteigt. Zunächst vermuten sie einen defekten Abwasserkanal und denken sich nichts weiter dabei, obwohl sie zuvor ein Mexikaner gewarnt hatte, dass das Haus verflucht und vom Teufel besessen sei.
Um nun die erhofften Frauen kennenzulernen, geben die drei eine Einweihungsparty. Dazu drucken sie Einladungszettel mit dem Titel Killer Pad und verteilen sie in der Nachbarschaft. Als sie zurück in ihr Haus kommen, haben sie den Eindruck, dass in der Zwischenzeit jemand eingebrochen ist. Erneut erscheint der mysteriöse Mexikaner, doch die drei Freunde lassen sich nicht beirren, denn schon melden sich die ersten sexy Frauen für die Party an. Das zerstreut all ihre Bedenken und selbst als ein Feuerwehrmann den Keller inspizieren will und plötzlich verschwindet, schöpfen sie keinen Verdacht. Schnell sind alle Vorbereitungen getroffen und die ersehnte Party kann beginnen. Zahlreiche Gäste finden sich ein und während fröhlich gefeiert wird, verschwindet fast unbemerkt ein Gast durch die Toilette in den Untergrund. So wird der defekte Abwasserkanal im Keller, der in Wirklichkeit ein Portal in die Hölle ist, immer aktiver.
Doug und Craig wird es unheimlich, als sie drei Schwestern im Whirlpool tot auffinden. Damit die Party nicht platzt, sprechen sie mit niemandem darüber, auch nicht mit Brody. Sie verstecken die Leichen und finden kurz darauf drei weitere tote Gäste, die sie ebenfalls verstecken. Darunter ist sogar der Schauspieler Joey Lawrence. Als Brody das herausfindet will auch er nicht, dass sie Party vorzeitig endet und verbündet sich mit seinen Freunden. Gemeinsam versuchen sie den Mörder zu finden, den sie unter ihren Gästen vermuten. Ehe sie sich versehen, steht Satan leibhaftig vor ihnen und sie erkennen die bedrohliche Lage. Sie warnen die anderen Partygäste, die nun fluchtartig das Haus verlassen wollen, aber von Satan und seinen Gehilfen daran gehindert werden. Nachdem die Gäste jedoch Einigkeit und menschliche Güte zeigen, werden die Kräfte des Satans gebrochen und er verschwindet. Damit aber auch das verwunschene Haus, das nach der Party in „Schutt und Asche“ liegt. Zum Trost entsteigen aus den Trümmern alle Opfer wieder lebendig und unversehrt.

## Kritik
Das Lexikon des internationalen Films urteilte, bei der Produktion handle es sich um einen „belanglosen Kiffer- und Teenager-Spaß“, der „holprig und ohne Sinnzusammenhang erzählt“ sei.
Kino.de wertete: „Horrorveteran Robert Englund, bestens bekannt für die Darstellung des Freddy Krueger in den ‚Nightmare‘-Filmen, hat gut aufgepasst bei den amerikanischen Teeniefilmen der vergangenen Jahre und bereichert das Genre nun als Regisseur dieses naiv-turbulenten Horrorspäßchens um die Bad-Taste-Kifferparty im Geisterhaus. Dabei ist ihm nicht an Blut- und Effektexzessen gelegen, vielmehr schlägt das Herz des Filmes in den Kommunikations- und Paarungsversuchen des charmant-debilen Heldentrios. Partyfilm im wahrsten Sinne des Wortes.“